# Budge Wilson
Budge Wilson (Halifax, 2 maggio 1927 – Halifax, 19 marzo 2021) è stata una scrittrice canadese, autrice di numerosi libri per ragazzi.
Ha trascorso gli anni dell'infanzia e dell'adolescenza in Nuova Scozia e dopo la laurea in Filosofia e Psicologia conseguita presso la Dalhousie University ed una lunga parentesi di oltre venti anni in Ontario, nel 1989 è ritornata a vivere in Nuova Scozia, in un piccolo villaggio di pescatori lungo la costa meridionale del Canada.
Ha iniziato a scrivere piuttosto tardi, dopo aver fatto l'insegnante, la fotografa e, per oltre 20 anni, l'istruttrice di fitness. Dal 1984, data del suo primo libro, ha scritto e pubblicato oltre 32 libri, prevalentemente romanzi dedicati all'infanzia, con traduzioni in 10 lingue e in 13 paesi. per i quali ha ricevuto 25 premi.
Nel 2008, con il consenso degli eredi di Lucy Maud Montgomery, si è dedicata a Sorridi, piccola Anna dai capelli rossi, prequel di Anna dai capelli rossi scritto in occasione del centenario dall'uscita dell'opera originale. Da questo romanzo è stato tratto l'anime Sorridi, piccola Anna prodotto dalla Nippon Animation nel 2009; esso inoltre ha parzialmente ispirato la serie canadese Anne of Green Gables: A New Beginning del 2008.

## Opere
- The Best/Worst Christmas Present Ever, Toronto: Scholastic, 1984.
- Mr. John Bertrand Nijinsky and Charlie, Illustrated by Terry Roscoe Boucher. Halifax: Nimbus, 1986. ISBN 0-920852-57-2.
- A House Far from Home, Toronto: Scholastic, 1986. ISBN 0-590-71679-4.
- Mystery Lights at Blue Harbour, Toronto: Scholastic, 1987. ISBN 0-590-71389-2.
- Thirteen Never Changes, Toronto, Scholastic, 1989. New York: Scholastic, 1991. ISBN 0-590-73134-3.
- Going Bananas, illustrazioni di Graham Pillsworth. Toronto: Scholastic, 1989. ISBN 0-590-73365-6.
- Madame Belzile and Ramsay Hitherton-Hobbs, Halifax: Nimbus, 1990. ISBN 0-921054-38-6.
- Il Viaggio (The Leaving). trad. di Mario Bellinoza, Milano: Mondadori, 1997. ISBN 88-04-42817-1.
- Lorinda's Diary, Toronto: General/Gemini, 1991. ISBN 0-7736-7348-2.
- Oliver's Wars, Toronto: Stoddart/Irwin, 1992. ISBN 0-7737-5508-X.
- Cassandra's Driftwood, illustrazioni di Terry Roscoe. Lawrencetown Beach: Pottersfield Press, 1994. ISBN 0-919001-85-8.
- In mass market paper, Stoddart, 1997. ISBN 0-7736-7456-X.
- The Courtship and other Stories, Concord, Ontario: Stoddart/Anansi, 1994. ISBN 0-88784-550-9.
- Cordelia Clark, Toronto: Stoddart, 1994. ISBN 0-7736-7423-3.
- The Dandelion Garden, NewYork: Putnam/Philomel, 1995. ISBN 0-399-22768-7.
- Harold and Harold, illustrazioni di Terry Roscoe. Lawrencetown Beach: Pottersfield Press, 1995. ISBN 0-919001-94-7.
- Duff the Giant Killer, illustrazioni di Kim LaFave. Halifax: Formac Publishing, 1997. ISBN 0-88780-382-2
- The Long Wait, illustrazioni di Eugenie Fernandes. Toronto: Stoddart Kids, 1997. ISBN 0-7737-3021-4.
- Sharla, Toronto: Stoddart Kids, 1997. ISBN 0-7736-7467-5.
- The Cat That Barked, Pottersfield Press, 1998. ISBN 1-895900-17-4.
- The Fear of Angelina Domino, illustrazioni di Eugenie Fernandes. Stoddart Kids, 2000. ISBN 0-7737-3217-9.
- Duff's Monkey Business, illustrazioni di Kim LaFave. Halifax: Formac Publishing, 2000. ISBN 0-88780-498-5.
- Manfred the UnManageable Monster, illustrazioni di Gill Quinn. Pottersfield Press, 2001. ISBN 1-895900-41-7.
- A Fiddle for Angus, illustrazioni di Susan Tooke. Tundra, 2001. ISBN 0-88776-500-9.
- Izzie: Book One, The Christmas That Almost Wasn't, Penguin Books, 2002. ISBN 0-14-100272-7.
- Fractures: Family Stories, Penguin Canada, 2002. ISBN 0-14-331201-4.
- The Imperfect Perfect Christmas, Pottersfield Press, 2004. ISBN 1-895900-66-2.
- Izzie: Book Two, Trongate Fury, Penguin Canada, 2005. ISBN 0-14-301465-X.
- Izzie: Book Three, Patricia's Secret, Penguin Canada, 2005. ISBN 0-14-3050079.
- Friendships: Stories. Penguin Group Canada, 2006. ISBN 0-14-301766-7.
- Izzie: Book Four, Homecoming. Penguin Group Canada, 2006. ISBN 0-14-305449-X.
- Before Green Gables, Viking Canada (AHC), 2008. ISBN 9780670067213